# Halimede ochtodes
Halimede ochtodes là một loài cua trong họ Galenidae. Chúng được Herbst công bố mô tả lần đầu tiên vào năm 1783.